# 自信
自信（じしん、self-confidence）とは、自己を信頼する気質、徳目である。

## 概要
人間が自らの能力、知識、信念などを信頼している精神の状態を意味する。自信があればうまくいくと自分を信頼し、未経験の領域に挑戦する場合でも自己不信や戸惑いを克服することができる。自信を獲得するためには家族や他人との人間関係、社会の中での生活などを通じて、経験を蓄積しながらそこから得られた知識や教訓を建設的に活用しなければならない。つまり自分がうまく物事を進める力量の結果として自信は内面化される。洗脳や催眠といった手法でも自信は獲得できるとされるが、実際の行動で問題となる可能性が高まる。
自信の影響力は大きく、それは人生観や生き方を方向付けることがある。スポーツ選手などの身体能力も自信によって引き出される可能性がある。一方で自信過剰は慢心や驕りになる危険がある。逆に自信喪失すると、思考は停滞して行動は消極的となるか、自信喪失の反動からしばしば虚栄心が頭をもたげて自分自身を虚飾し、実際の自分よりも良く見せようとする、完璧主義に走ったり何かに依存するといった状況に陥ることがある。自信過剰の最大の問題のひとつは、ギャンブラーの誤謬、つまり間違った投資をやめられなくなる現象につながることである。

## 自信をタイトルに付けた作品

### 音楽
- 『自信がないよ』陣内大蔵（1990年）
- 『自信マンマンあげだマン』佐々木望 （1992年）

### テレビ番組
- 自信回復TV 胸はって行こう!